# Thompson Motor Corporation
Thompson Motor Corporation war ein US-amerikanischer Hersteller von Automobilen.

## Unternehmensgeschichte
Die Brüder Herbert und Ralph Thompson waren Rechtsanwälte und hatten politische Ämter. Sie gründeten im November 1929 das Unternehmen in Muscatine in Iowa. Außerdem waren Harry H. Hoban und Joseph W. Valentine beteiligt. Konstrukteur war Clayton E. Frederickson, der vorher die Frederickson Patents Company leitete. Er stellte im August 1929 den ersten Prototyp her. Später war Oscar P. Eklund für das Design zuständig. Erst 1931 stand ein Fahrzeug auf der Chicago Automobile Show. Der Markenname lautete Littlemac.
Pläne beliefen sich auf 100 Fahrzeuge jährlich. Tatsächlich entstanden weit weniger. Eine Quelle nennt zwölf Fahrzeuge für den Zeitraum vom 31. März bis zum 31. August 1931. Andererseits wird der Produktionszeitraum 1930 bis 1932 genannt. Zwei Fahrzeuge wurden nach Mexiko exportiert, zwei andere nach Ägypten. Eines wurde erst im Februar 1934 verkauft.
1935 wurde das Unternehmen aufgelöst.

## Fahrzeuge
Im Angebot stand ein Kleinwagen. Eine Quelle meint, dass die Optik der relativ hohen und eckigen Karosserie nicht so gelungen war wie bei den Fahrzeugen der American Austin Car Company.
Der Vierzylindermotor kam von Star. Das Fahrgestell hatte 203 cm Radstand und 102 mm Spurweite. Zur Wahl standen Coupé für 350 US-Dollar und ein kleiner Lieferwagen Truckette für 500 Dollar.